# Фрейдизм
Фрейдизм (англ. Freudianism, также называется «ортодоксальный психоанализ» и «фрейдизм-лаканизм») — направление в глубинной психологии, названное по имени австрийского психолога Зигмунда Фрейда. 
Фрейдизм является первым и одним из наиболее влиятельных направлений в психоанализе. Длительное время фрейдизм, в современном его понимании (на описываемый период данного термина не существовало в принципе), де-факто и являлся психоанализом. Только с начала 1910-х годов, когда в рядах Венского психоаналитического сообщества произошёл раскол и его покинули Отто Ранк, Вильгельм Райх, Альфред Адлер, Карл Густав Юнг и их последователи, впервые начался процесс отделения непосредственно фрейдизма от иных психоаналитических концепций, таких как «индивидуальная психология» Адлера, «аналитическая психология» Юнга и ряда других.
Фрейдизм принято считать «ортодоксальным (или „классическим“) психоанализом» по причине того, что именно с именем З. Фрейда (в первую очередь) связывают историю возникновения и развития психоанализа, в то время как сам учёный данную «заслугу» считал корректным приписывать не себе, а своему коллеге — венскому врачу Йозефу Брейеру. Фрейдизмом-лаканизмом «фрейдизм» называют, соответственно, по фамилиям отца-основателя психоанализа и французского психолога и философа Жака Лакана, одного из наиболее известных и авторитетных психоаналитиков, разделявших положения ортодоксального психоанализа — так, к примеру, широко известен знаменитый лозунг Лакана, точно характеризующий его научную деятельность в общем и семинары в частности: «Назад к Фрейду».

## Зарождение фрейдизма
Первые идеи, заложившие фундамент для фрейдизма, начали формироваться во время, когда З. Фрейд был студентом старших курсов медицинского факультета Венского университета. Одним из первых крупных толчков к зарождению данного направления в психологии было посещение Фрейдом семинаров и открытых уроков известного французского врача-психиатра Жана Шарко, который исследовал причины возникновения и лечение истерии, в частности, применение для данных целей гипноза. Опыт и знания, полученные Фрейдом в ходе своей парижской стажировки у Шарко, в дальнейшем нашли применение в ходе совместной работы с венским учёным Йозефом Брейером, который разрабатывал сильно воодушевивший Фрейда метод лечения истерии под названием «катартический метод». От последнего, впрочем, сам Фрейд вскоре отказался, признав его несовершенным и заменив другим подходом к лечению, методом свободных ассоциаций, который стал одним из краеугольных камней фрейдизма. Совместно с Брейером Фрейдом была написана важнейшая для возникновения новой науки работа — книга «Исследования истерии» (1895), которая, помимо прочего, дала толчок к возникновению одной из важнейших для фрейдизма идей — концепции трансфера (переноса), а также легла в основу появившимся позднее представлениям об эдиповом комплексе и инфантильной (детской) сексуальности.
Финальным открытием, положившим начало фрейдизму, стала разработка техники толкования сновидений (1900). Эту технику З. Фрейд считал своим величайшим открытием, «озарением», которые, по его словам, «выпадают на долю человека, но только раз в жизни». Начиная с 1902 года формирование фрейдизма происходило семимильными шагами, новое направление в психологии начало приобретать всё больше последователей, неустанно привлекая интерес молодых учёных, к концу десятилетия сплотившихся под управлением Фрейда в «Венское психоаналитическое объединение».

## Общая характеристика фрейдизма
Теория З. Фрейда впитала в себя множество различных идей, почерпнутых отцом-основателем из работ и концепций различных известных учёных. Так, к примеру, фрейдизм позаимствовал достаточно многое из монадологии Готфрида Вильгельма Лейбница (по Лейбницу, монады есть единичные элементы реальности, отличные от атомов и представляющие собой непротяжённую психическую сущность, имеющую психическую основу) и концепции порога сознания Иоганна Фридриха Гербарта, который полагал, что ряд человеческих идей, располагающихся «ниже» порога сознания, бессознательны. Немалое влияние на Фрейда оказали также воззрения Густава Теодора Фехнера, подобно Гербарту разрабатывавшему идею бессознательного и, в частности, предложившего визуализировать понятие «психика» посредством изображения айсберга. На развитие психоаналитической концепции Фрейда существенное влияние оказали также эволюционная теория Чарльза Дарвина, катартический метод Йозефа Брейера и теория Жана Шарко о воздействии гипноза для лечения истерии. Множество идей Фрейд почерпнул из трудов Карла Густава Каруса (а именно предположение о том, что бессознательная психическая деятельность проявляется через переживания и сны), Эдуарда Гартмана и его «Философии бессознательного» и Артура Шопенгауэра (выделявшего «волю к жизни», которую Фрейд обозначил как Эрос). Значительное влияние на формирование взглядов Фрейда оказал немецкий философ и психолог Теодор Липпс, посвятивший несколько работ бессознательным психическим процессам.
На современном этапе развития психоаналитической мысли, согласно С. Ю. Головину, под «фрейдизмом» чаще всего понимают весь комплекс идей и трудов Фрейда — так называемую «фрейдистскую метапсихологию». «Ядром» фрейдизма, по Зинченко — Мещерякову, является мысль о том, что основная движущая сила развития личности представлена инстинктивными влечениями — сексуальным и агрессивным. Поскольку антиподом удовлетворению данных влечений выступают запреты и ограничения, накладываемые окружающим миром, первые претерпевают процесс вытеснения, образуя таким образом бессознательное человека. Согласно фрейдистской метапсихологии, доступ вытесненного содержимого из области бессознательного к сознанию возможен исключительно в символической форме — к примеру, в виде оговорок, произведений искусства, невротических симптомов. Базовое для ортодоксального психоанализа понимание психического аппарата рассматривает последний состоящим из трёх инстанций — Оно, Я и Сверх-Я; Оно, таким образом, вмещает в себя требующие удовлетворения влечения, в то время как Сверх-Я (формирующееся посредством социализации человека) выступает в роли «цензора» личности. Конфликт между двумя инстанциям разрешается структурой Я, основной задачей которой является «примирение» между желаемым и допустимым, что осуществляется путём выработки определённых защитных механизмов. В случае, когда защиты дают сбой, возможно возникновение невроза — что приходится на этап раннего развития личности, когда индивид мужского пола переживает Эдипов комплекс, а женского — комплекс Электры. Во фрейдизме именно эти два комплекса являются ядром любого невроза.
Ключевые идеи метапсихологии З. Фрейда, по мнению Б. Д. Карвасарского, были высказаны в работах «Навязчивые действия и религиозные обряды» (1907 г., идея о неврозе как «индивидуальной религиозности, религии как всеобщем неврозе навязчивых состояний»), «Тотем и табу» (1913 г., интерпретация проблемы возникновения запретов, или табу, и тотемической религии), «Будущее одной иллюзии» и «Моисей и монотеизм» (1927 и 1937 гг., связь между развитием невроза индивидуума и стадиями развития всего общества в целом).

## Основные понятия и концепции

### Структурная модель психики
В ходе клинической практики Фрейд неоднократно наблюдал у своих пациентов множественные конфликты, вызванные, по его мнению, противостоянием между влечениями, — в частности, он установил, что социально детерминированные запреты зачастую ограничивают проявление биологических побуждений. На основании данных наблюдений учёный разработал оригинальную концепцию психической организации, выделив три структурных элемента личности: «Оно» (или «Ид», нем. Das es), «Я» (или «Эго», нем. Ego) и «Сверх-Я» (или «Супер-Эго», нем. Das Über-Ich).
 
Элементы психической организации по Фрейду
Понятие «Оно» (Ид) было позаимствовано Фрейдом у немецкого врача Георга Гроддека, который использовал его для обозначения неизвестной силы, управляющей поступками человека. В переписке с Гроддеком Фрейд выражал восхищение открытием коллеги и настаивал, чтобы аналитики (во избежание недоразумений) противопоставляли не сознательное бессознательному, а «Я» вытесненному материалу. Понятие окончательно утвердилось в психоаналитическом лексиконе после публикации работы «Я и Оно» в 1923 году. Позднее, описывая происхождение термина, Фрейд ссылался уже не на Гроддека, а на Ницше, который употреблял это слово для обозначения безличного, природно-необходимого в человеке. «Оно», согласно фрейдовской концепции, служит основой для двух других проявлений личности, содержит энергию для них. «Оно», по сути, статично — не находясь под влиянием внешнего мира и не контактируя с ним, «Оно» не меняется с течением жизни человека. Данная часть психики примитивна и неорганизованна; её основная задача — ослабление состояния напряжения, усиление удовольствия и сведение к минимуму дискомфорта. Содержание «Оно» бессознательно и включает примитивные импульсы, а также те мысли, которые человек оценивает как недопустимые и сознательно отвергает. При этом, по мнению Фрейда, вытесненные из сознания в бессознательное идеи «всё же обладают способностью воздействовать на поведение человека с неослабевающей интенсивностью и без участия какого-либо контроля сознания».
«Я» (Эго) — это, по сути, и есть личность человека, олицетворение его разума. «Я» осуществляет контроль над всеми процессами, проходящими в психике индивидуума. Его основная функция заключается в поддержании взаимосвязи между инстинктами и действиями. «Я» регулируется принципом реальности, в то время как «Оно» — принципом удовольствия. «Я», по Фрейду, черпает энергию для своего функционирования из «Оно», находясь как бы между молотом и наковальней: с одной стороны, «Я» обороняется от требований «Оно» (в удовлетворении бессознательных желаний), с другой — вечно защищается от давления «Сверх-Я», выполняющего функции цензуры; таким образом, сущность деятельности «Я» заключается в гармонизации сил, воздействующих на него. Фрейд писал: «В своём отношении к Ид Эго напоминает всадника, который должен держать в узде превосходящего его по силе коня, с той лишь разницей, что всадник пытается сделать это своими собственными силами, тогда как Эго пользуется заимствованными».
«Сверх-Я» (Супер-Эго) — психическая инстанция, которая включает «родительский авторитет, самонаблюдение, идеалы, совесть. В метафорическом значении „Супер-Эго“ выступает в качестве внутреннего голоса, цензора, судьи». Основная деятельность «Сверх-Я» заключается в ограничении, запрещении или осуждении деятельности сознания («Я»), а также бессознательного («Оно»). Именно «Сверх-Я» ответственно за существующие у личности моральные нормы. «Сверх-Я» формируется с распадом эдипова комплекса. Фрейд был уверен, что основное влияние на формирование «Сверх-Я» оказывают родители, а впоследствии его содержание дополняется нормами и ценностями общественных институтов и групп вне пределов семьи. «Сверх-Я», по мнению психоаналитиков, считается сформированным, когда внешний (родительский) контроль заменяется внутренним (самоконтролем). «Сверх-Я» находится в вечном конфликте с «Я», пытаясь «убедить» сознание человека в превосходстве и преимуществе идеалистических целей над прагматическими.

### Психосексуальные фазы развития
Фрейд полагал, что человек рождается с неким количеством сексуальной энергии (либидо), которая по мере его взросления проходит определённые стадии развития. Эти стадии, связанные с различными эрогенными зонами, представляют собой биологически детерминированную последовательность. Главным фактором, определяющим развитие человека, является сексуальный инстинкт, «прогрессирующий от одной эрогенной зоны к другой в течение жизни человека». На каждом этапе психосексуального развития, по Фрейду, конкретный участок тела или орган стремится к объектам или действиям с целью вызова наслаждения — таким образом, прохождение человеком заданных стадий определено изначально и происходит вне зависимости от культурного уровня либо чего-то иного. В наиболее общем смысле под термином «психосексуальное развитие» понимается «движение ребёнка от инфантильных способов удовлетворения влечений к более зрелым, позволяющим в конечном итоге вступить в сексуальный контакт с человеком противоположного пола».
Каждая последующая стадия психосексуального развития, согласно представлениям Фрейда, всегда доминирует над предыдущей, однако сохраняет её дериваты. Важнейшей стадией Фрейд считал фаллическую, поскольку именно в ней разворачивается эдипов комплекс — если ребёнок сможет успешно идентифицировать себя с родителем своего пола, то комплекс будет разрешён, если же нет, то влияние внутреннего конфликта может кардинальным образом повлиять на последующий выбор объекта любви и фиксацию сексуальной ориентации — гомо- или гетеросексуальной. Помимо этого, при наличии любого рода нарушений в прохождении каждой из стадий в период зрелой генитальной сексуальности (генитальной стадии) человек может испытывать определённую психическую заторможенность или искажения в психосексуальном развитии: «психические дериваты ранней сексуальности нередко способствуют образованию невротической симптоматики или характерологических нарушений». Психосексуальное развитие чрезвычайно важно для становления личности — именно в ходе прохождения всех его этапов закладываются предпосылки будущих сексуальных, эмоциональных и коммуникативных проблем. Таблица стадий психосексуального развития, представленная ниже, составлена по изданию «Теории личности» Ларри Хьелла и Дэниела Зиглера (СПб.: Питер, 2003).
| Стадия      | Возрастной период                     | Зона сосредоточения либидо                   | Задачи и опыт, соответствующие данному периоду развития                                       |
| ----------- | ------------------------------------- | -------------------------------------------- | --------------------------------------------------------------------------------------------- |
| Оральная    | 0—18 месяцев                          | Рот (сосание, кусание, жевание)              | Отвыкание от груди; отделение себя от материнского тела                                       |
| Анальная    | 1,5—3 года                            | Анус (удержание или выталкивание фекалий)    | Приучение к туалету (самоконтроль)                                                            |
| Фаллическая | 3—6 лет                               | Половые органы (мастурбация)                 | Идентификация со взрослыми одного с собой пола, выступающими образцами для подражания         |
| Латентная   | 6—12 лет                              | Отсутствует (сексуальное бездействие)        | Расширение социальных контактов со сверстниками                                               |
| Генитальная | Пубертат - ... (вся оставшаяся жизнь) | Половые органы (гетеросексуальные отношения) | Установление интимных отношений или влюблённость; внесение своего трудового вклада в общество |

### Эдипов комплекс
Эдипов комплекс (англ. Oedipus complex) — одно из краеугольных понятий в теории Фрейда, служащее для обозначения амбивалентного отношения ребёнка к своим родителям. Термин характеризует проявление человеком бессознательных влечений, в которых любовь граничит с ненавистью к родителям. Идея «эдипова комплекса» была почерпнута Фрейдом из древнегреческого мифа, изложенного Софоклом в трагедии «Царь Эдип». Юноша по имени Эдип убивает своего отца Лаия (не зная о том, что это его отец), а впоследствии женится, также не осознавая этого, на собственной матери Иокасте; узнав в дальнейшем от оракула о том, что совершил тяжёлое преступление, он ослепляет себя. Из этой трагедии (Фрейд переводил отрывок из неё ещё в школе, а в зрелом возрасте видел её театральную постановку) учёный и позаимствовал идею, ставшую основной для психоанализа.
В понимании Фрейда мальчик эротически привязан к матери и стремится обладать ею, а отца воспринимает как соперника и преграду для осуществления данного желания (у девочки ситуация обратна и носит название «Комплекс Электры»). По мнению учёного, присущая всем людям в раннем возрасте бисексуальность приводит к тому, что ребёнок может занимать как активную, так и пассивную позиции. В первом случае ребёнок испытывает ненависть к родителю своего пола и вожделеет родителя противоположного пола — это называется позитивным эдиповым комплексом. В пассивной же позиции, негативном комплексе, ребёнок стремится устранить родителя противоположного пола и, соответственно, испытывает любовь к одного с ним пола родителю. В процессе психосексуального развития, по Фрейду, человек переживает обе формы развития комплекса, что и называется полным эдиповым комплексом.
Эдипов комплекс развивается в возрасте трёх-шести лет, и его успешное разрешение (идентификация с родителем одного пола, или «идентификация с агрессором») принципиально важно для ребёнка. Разрешение («разрушение») комплекса ведёт к переходу от фаллической стадии развития к латентной и является фундаментом для образования «Сверх-Я»; авторитет родителей, таким образом, «перемещается» внутрь психики — разрешённый эдипов комплекс становится основным источником чувства вины (которым «Сверх-Я» воздействует на «Я») и одновременно знаменует окончание периода инфантильной сексуальности индивидуума. Разрешение эдипова комплекса у мальчика протекает следующим образом:
1. на фоне сильной любви и желания по отношению к матери мальчик начинает испытывать гнев и ревность по отношению к отцу, желая занять его место подле матери; одновременно с этим, вследствие врождённой бисексуальности, ребёнок испытывает привязанность к отцу и одновременно с этим ревнует его к матери;
2. на второй стадии возникает сильнейшая кастрационная тревога — страх перед предполагаемой расплатой отца с ребёнком (то есть перед кастрацией, выступающей в качестве наказания за желания, направленные на мать);
3. ради ослабления тревоги ребёнок отказывается от желания обладать матерью, вытесняет свои инцестуозные (эдиповы) стремления и идентифицируется с отцом, перенимая его поведение, роль и, таким образом, окончательно формируя «Сверх-Я»[36].

В случае неразрешения эдипов комплекс становится ядром всех будущих неврозов: «Вытеснение же эдипова комплекса и сохранение его в бессознательном чревато невротизацией ребёнка, впоследствии сказывающейся на психических расстройствах взрослого: благополучное преодоление этого комплекса, как правило, не осуществляется основательно, и тогда „пубертатный период вызывает реанимацию комплекса, что может иметь плохие последствия“». В случае неразрешения эдипова комплекса возможна фиксация на нём — то есть фиксация на матери или отце, что проявляется в выборе сексуально партнёра — он может быть или гомосексуальным, или же, в случае гетеросексуального выбора, служить замещением родителя.

### Тревога и защитные механизмы
Фрейд считал, что одна из основных проблем психики человека заключается в освобождении от тревоги — состояния, которое возникает в результате усиления напряжения или раздражения в любой ситуации, реальной или вымышленной. Тревога возникает тогда, когда это напряжение становится невыносимым, а игнорировать или избежать физической или психической угрозы невозможно. По Фрейду, защита — это психологический механизм противостояния тревоге, который, в отличие от конструктивных действий, направленных на решение проблемной ситуации, искажает или отрицает реальность, отмечают Фрейджер и Фейдимен. В. М. Лейбин, в свою очередь, уточняет, что тревога для Фрейда является преднамеренным сигналом со стороны Я, а страх есть автоматическая реакция организма на травмирующую ситуацию — он имеет физиологические основания и её специфический источник это сексуальность, страх зарождается в раннем детстве. Защитные механизмы, как правило, бессознательны и направлены против сексуальных, эгоистических, деструктивных влечений, травмирующих воспоминаний и различных фантазий, реализация которых способна разрушить целостность психической организации индивидуума. Защитные механизмы относятся к Я человека, которому приходится противостоять массе разнообразных угроз со стороны внешнего мира и желаниями Оно, которые сдерживаются Сверх-Я; Фрейд отводил значительную роль их исследованиям, но попыток классифицировать их не предпринимал — это работу взяла на себя его дочь Анна, в работе «Я и защитные механизмы» (1936) систематизировавшая ранее описанные учёным психические феномены.
Фрейд выделял восемь основных защитных механизмов, отмечая, что ни один из них не используется по отдельности, а только в комбинации с несколькими другими. Учёный также замечал, что защитные механизмы выполняют определённую полезную функцию, снижая уровень тревоги, однако всё же являются средствами самообмана, искажая, отрицая и фальсифицируя восприятие реальности человеком. Фрейд описал следующие защитные механизмы:
- Вытеснение — удаление и отделение от сознания индивидуума разнообразных психических содержаний. Это процесс, делающий бессознательными некоторые психические акты, которые могут быть осознанными[43]. Выделяют первичное и вторичное вытеснения; первое не допускает самого появления инстинктивного импульса, второе же ответственно за удержание этих импульсов вдали от сознания[44]. Вытеснение является первичной защитой Я и может быть охарактеризовано как «мотивированное забывание» — вытесненное содержимое не осознаётся человеком как источник конфликта, травматические события забываются, но при этом вытесненные мысли не теряют активности и требуют постоянного расхода энергии для удержания их вне поля сознания[42].
- Проекция — процесс наделения внешних объектов присущими субъекту качествами, перенесение вины и ответственности за собственные наклонности на другого человека, приписывание иным людям собственных качеств[45]. Проекция как защитный механизм позволяет индивидууму переносить собственные неприемлемые мысли и чувства (а также поведение) на других людей или объекты окружающего мира[46].
- Замещение — процесс, благодаря которому вместо одного появляется что-либо другое[47]; иными словами, проявление некоторого импульса от более угрожающего объекта перемещается на менее опасный. К примеру, наказанный родителями ребёнок в отместку толкает младшую сестру[46].
- Рационализация — рациональное и логическое объяснение собственных поступков, мыслей и идей в целях оправдания и сокрытия истинных мотивов[48]. При помощи рационализации человек справляется с фрустрацией и тревогой, защищая свою самооценку. В ходе рационализаторского объяснения оправдываются ошибки и промахи, идёт искажение реальных фактов и даются ложные сведения; в результате даже иррациональное поведение выглядит разумным[46].
- Реактивное образование — способ реагирования индивидуума на амбивалентные чувства[49]. Реактивное образование проходит две стадии формирования: сначала некий недопустимый импульс подавляется, затем в сознании возникает его полная противоположность. В качестве примера Фрейд приводил мужчину, который, высмеивая гомосексуала, на самом деле защищает себя от собственных гомосексуальных побуждений[50].
- Регрессия — возвращение от высшего этапа развития к более низкому, к примитивным способам поведения и реагирования. Данная защита напрямую связана со стадиями психосексуального развития и выражается, по сути, в отказе от зрелой генитальности и возвращении к, например, оральной или анальной эротике[51]. Регрессия есть способ снижения тревоги, возвращение к более безопасному и понятному периоду детства — так называемое «ребячество»[52].
- Сублимация — переключение психической энергии с социально неприемлемых целей и объектов на социально приемлемые. Под процессом сублимации Фрейд понимал возможность замещения сексуальных целей несексуальными[53]. Данный защитный механизм учёный считал единственной здоровой стратегией обуздания неприемлемых импульсов и «пускания» энергии по иным каналам выражения — через искусство, литературу, политику[52].
- Отрицание — отказ от признания того, что произошло некоторое негативное событие; механизм защиты от внутренней или внешней угрозы для Я[52]. Отрицание также помогает человеку отказаться от вытесненного в бессознательное содержания — мыслей, идей, чувств. Этот механизм строит в сознании индивида приятную иллюзию, которую он принимает за реальность[54].

### Бессознательное
Бессознательное — часть психики человека, по объёму, содержанию и принципам функционирования отличающаяся от сознания. В топографической теории бессознательное считается одной из систем психического аппарата. После появления трёхкомпонентной модели сознания («Оно», «Я» и «Сверх-Я») бессознательное выражается исключительно при помощи прилагательного, то есть отражает психическое качество, в равной степени свойственное каждой из трёх структур психики.
Фрейд полагал, что бессознательное — это область, в которой первоначально возникает любой душевный процесс, только после пребывания там способный переместиться в сферу сознания. Учёный сравнивал сферу бессознательного с «большой передней» (содержащей все душевные процессы), а сознание — примыкающей небольшой комнаткой, салоном. На пороге между двумя «помещениями» стоит некий «страж», решающий, что пропускать из передней в салон, а что нет. Даже если некий процесс оказывается прошедшим в «помещение салона», он не обязательно станет осознанным, поскольку «салон» разделён небольшой перегородкой на две зоны: непосредственно сознание и предсознание. Таким образом, Фрейд выделял два вида бессознательного — латентное (скрытое) и вытесненное. Латентное бессознательное (сокр. «vbw», от нем. Vorbewusst) располагается в области предсознания и способно стать частью сознания (сокр. «bw», от нем. Bewusst) без внешних усилий, а вытесненное бессознательное (сокр. «ubw», от нем. Unbewusst) требует аналитической работы для перехода в область сознания.
Фрейдовское понимание бессознательного строилось на нескольких основных теоретических положениях:
1. отождествление психики с сознанием нецелесообразно, поскольку нарушает психическую непрерывность и порождает сложно разрешимые трудности психофизического параллелизма;
2. введение структуры бессознательного объясняется наличием массы пробелов в данных сознания, понимание которых принципиально невозможно без допущения существования процессов, отличных от сознательных;
3. бессознательное является обязательной и неотъемлемой частью, ответственной за процессы, протекающие в психике человека;
4. основа и суть бессознательного есть унаследованные психические образования;
5. любой психический акт рождается в бессознательном и может или остаться там, или перейти в область сознания, если не наталкивается на сопротивление;
6. бессознательное — уникальная психическая система, отличающаяся особыми принципами функционирования и выражения; законы функционирования бессознательного отличны от законов, по которым работает сознание;
7. процессы, протекающие в бессознательном, пользуются большей свободой по сравнению с сознательными;
8. бессознательное познаваемо только опосредованно — через анализ переведённого в сознание бессознательного материала;
9. бессознательному присущи особые свойства: первичный процесс (язык бессознательного, функционирующий в соответствии с принципом удовольствия, то есть иррациональный, импульсивный и примитивный[57]), активность, отсутствие противоречий, протекание вне времени, замена физической реальности психической[58].

Основные черты бессознательного, согласно Фрейду:
1. содержание бессознательного является репрезентацией влечений;
2. содержание бессознательного регулируется первичными процессами, в частности, сгущением и смещением;
3. подпитываемые энергией влечений, содержания бессознательного стремятся вернуться в сознание, проявившись в поведении (возвращение вытесненного содержания), однако фактически появиться в предсознании могут исключительно в искажённом цензурой «Сверх-Я» виде;
4. в бессознательном очень часто подвергаются фиксации детские желания[59].

### Метод свободных ассоциаций
Свободные ассоциации — это высказывания, основанные на произвольном изложении любых мыслей относительно чего бы то ни было. Одноимённый метод лежит в основе психоанализа и является одним из основных его приёмов. В психоанализе свободные ассоциации рассматриваются в качестве сигнала о наличии идей или фантазий, которые не могут быть осознаны человеком без аналитической помощи психолога, поскольку находятся в предсознании. Существуют три основных положения, на которых основывается метод свободных ассоциаций:
1. мысль склонна двигаться в сторону того, что значимо;
2. потребность пациента в лечении и понимание того, что его лечат, направят ассоциации в сторону значимого (за исключением случаев действия сопротивления);
3. сопротивление максимально при сосредоточении и минимально при расслаблении[60].

Метод свободных ассоциаций предполагает приостановку сознательного контроля за высказываниями — от пациента аналитиком ожидается свободный рассказ, абсолютно ничем не сдерживаемый и проходящий спокойно, вольно, так как только в этом случае появляется возможность выявить «заблокированные» мысли, желания и влечения. Для этого пациенту необходимо преодолеть все сознательные преграды — страх, чувство вины или стыда. Метод служит для выявления связей между наличествующими конфликтами и бессознательными влечениями — интерпретация ассоциаций аналитиком, таким образом, направлена на выявление сопротивления пациента и расширение свободы его ассоциативного процесса. С точки зрения Фрейда, никакая появляющаяся мысль не случайна и всегда является производной от процессов, происходивших и происходящих с пациентом. Любая ассоциация может стать принципиально важной для установления причин возникновения заболевания. Применение данного метода позволило полностью отказаться от применения гипноза на сеансах и, по словам самого Фрейда, послужило толчком к становлению и развитию психоанализа.

### Толкование сновидений
Толкование сновидений — это процесс по раскрытию смысла и значения снов, направленный на расшифровку их бессознательного содержания. Согласно представлению Фрейда, сновидения представляют собой психические явления, которые являются отражением чего-то существующего в душе человека, о чём сам сновидец не догадывается; таким образом, индивид никогда не осознаёт истинный смысл своего сновидения. Работа психоаналитика, соответственно, сводится к тому, чтобы раскрыть перед человеком этот смысл.
Техника толкования сновидений заключается в выяснении у пациента причин возникновения определённого сна — при этом первое же высказывание считается объяснением. Построением свободных ассоциаций к отдельным частям сновидения человек раскрывает его истинную сущность, бессознательно ориентируясь на его реальное содержание. Процесс толкования заключается в переводе явного содержания сновидения (то есть его сюжета) в скрытое содержание. Применение метода свободных ассоциаций здесь необходимо по той причине, что сообщаемое человеком всегда есть некоторый заместитель истинного — того, о чём сновидец не догадывается. По сути, сновидение представляет собой искажённое замещение некоего бессознательного содержания, которое и необходимо раскрыть в ходе толкования. В связи с этим Фрейд писал: «Наши воспоминания о сновидении являются не истинным его процессом, а лишь фасадом, за которым этот процесс скрывается, здесь мы имеем разделение между явным содержанием сновидения и скрытыми мыслями, содержащимися в нём».
По Фрейду, сновидец выполняет определённую работу по переводу скрытого содержания сновидения в явное — задача психоаналитика, таким образом, состоит в обратном. Сновидение всегда является галлюцинаторным исполнением желания, которое в состоянии бодрствования блокируется «Я» как неприемлемое и во сне претерпевает искажение благодаря работе «Сверх-Я». Работа сновидения схожа с принципами функционирования бессознательного, то есть характерна исключительно первичными процессами, такими как конденсация (или сгущение, что означает процесс по объединению нескольких образов в один, наделённый смыслом), смещение (перемещение энергии с одних представлений на другие — работа цензуры в сновидении), символизация (замещение одних образов другими при наличии первоначальной связи, выраженной незначительными малосущественными деталями), безразличие к пространству и времени. Психоанализ, таким образом, направлен на перевод первичных процессов в их осмысленную, вторичную форму.

### Трансфер и контртрансфер
Трансфер (или «перенос») — явление, наблюдаемое во взаимоотношениях двух людей и проявляющееся в перенесении чувств и привязанностей друг на друга. В процессе психоанализа трансфер характеризуется как смещение бессознательных представлений, желаний, влечений, стереотипов мышления и поведения с одного индивидуума на другого, при этом опыт прошлого становится моделью взаимодействия в настоящем. В психоаналитической терапии, отмечает В. М. Лейбин, трансфер означает «процесс воспроизведения переживаний и эмоциональных реакций, ведущий к установлению специфического типа объектных отношений, в результате которых ранее присущие пациенту чувства, фантазии, страхи и способы защиты, имевшие место в детстве и относившиеся к значимым родительским или замещающим их фигурам, перемещаются на аналитика и активизируются по мере осуществления аналитической работы». Трансфер, наравне с использованием свободных ассоциаций, толкованием сновидений и работой с защитами пациента, является основой фрейдистской психотерапии.
Для З. Фрейда трансфер являлся существенной частью терапевтического процесса — по мнению учёного, отказ аналитика в «подыгрывании» пациенту (невыполнение той роли и тех характерных действий, которые анализанд ожидает в силу трансфера) создаёт ситуацию, «которая даёт возможность объяснить пациенту, что он ведёт себя так, как если бы аналитик был его отцом, матерью, братом <…>». Данные действия аналитика называются интерпретацией переноса — это, в свою очередь, даёт возможность разрешать «в рамках трансфера» актуальные для клиента проблемы, корнями уходящие в детство или младенчество. Согласно представлениям З. Фрейда, трансфер происходит из эротических источников и, следовательно, как правило сексуально окрашен. Под термином «контртрансфер», соответственно, понимается обратный трансферу процесс, а именно перенесение аналитиком на своего клиента эмоционального отношения к человеку из своего прошлого.

### Телепатия и оккультные феномены
Фрейд рассматривал телепатию и иные оккультные феномены как подтверждения наличия в психике человека таинственных, непознаваемых сил. Один из первых крупных случаев рассмотрения таких явлений датируется 1900 годом и освещён в работе «Психопатология обыденной жизни». В ней Фрейд коснулся вопроса рассмотрения так называемой «психологии суеверия» и высказал следующую мысль: «Можно ли утверждать наверняка, что не существует предчувствий, вещих снов, телепатических явлений, проявлений сверхчувствительных сил и т. п.? Я далёк от того, чтобы во всех случаях, недолго думая, порешить сплеча с феноменами, по отношению к которым мы располагаем такими множеством обстоятельных наблюдений <…>». Учёный полагал, что указанные явления со временем смогут получить достойное психоаналитическое объяснение, но касательно себя самого отмечал, что никаких мистических переживаний никогда не испытывал. Дальнейшие изыскания психоаналитиков в данной области нашли отражение в работах Карла Густава Юнга, а сам Фрейд от этой темы отстранился — с ростом популярности идей Юнга отец-основатель психоанализа получал множество приглашений от различных журналов оккультной направленности, но регулярно отказывался от сотрудничества с ними. Чтобы расставить все точки над «i» в своём отношении к этим феноменам, Фрейд подготовил рукопись «Психоанализ и телепатия» (1921 год), а в 1933 году включил в «Новый цикл лекций по введению в психоанализ» главу «Сновидение и оккультизм».
В работе «Психоанализ и телепатия» Фрейд высказал мысль о том, что «сотрудничество аналитиков с оккультистами при их столь различном складе ума в перспективе представляется мало плодотворным». Учёный считал, что в отличие от аналитика, помнящего о своём «происхождении из точных наук» и готового пожертвовать всем ради обнаружения объективной истины, оккультист лишь стремится всеми силами доказать свою правоту: «Вера, которую они сначала доказывают самим себе, а потом стремятся навязать другим, — это либо старая религиозная вера, которую в ходе развития человечества потеснила наука, либо та вера, которая совсем недалеко ушла от преодолённых утверждений первобытных людей». Взгляды Фрейда на оккультизм и телепатию всегда оставались весьма двойственными и размытыми. Пол Феррис в связи с этим отмечает: «Интерес Фрейда [к оккультизму] был довольно слабым. Его интересовал скорее сам факт существования
телепатии как аномалии в материи мира, а не её конкретное применение. В какой-то момент он верил, но тут же начинал сомневаться».
О связи оккультизма со сновидением Фрейд писал, что она далеко не всегда существует — ведь телепатический феномен может возникнуть и в состоянии бодрствования. Несмотря на то, что телепатия и сновидение имеют мало общего, между ними всё же существует некая связь, поскольку «состояние сна кажется особо подходящим для телепатического послания». В поздних работах Фрейд симпатизировал идее о возможности телепатической передачи мыслей; разработкой данного предположения в контексте психоаналитического сеанса позднее занимался Шандор Ференци.

### Точка зрения на гомосексуальность
Фрейд считал, что к гомосексуальности человека приводят ненормальные детские переживания и неразрешённые сексуальные конфликты — иными словами, определённая задержка в психическом развитии. При этом учёный не считал гомосексуальность деградацией и не классифицировал как заболевание, полагая, что она не нуждается в излечении. Для Фрейда тема гомосексуальности не играла какой-либо значимой роли, и законченной теории о причинах возникновения влечения к собственному полу он не сформулировал. Учёные выделяют четыре различные концепции, которые можно обнаружить в трудах отца-основателя психоанализа. Согласно первой из них, в раннем детстве ребёнок проходит через фазу сильной фиксации на матери, преодоление которой ведёт к отождествлению с женщиной; таким образом, «исходя из своего нарциссизма, они ищут молодых мужчин, напоминающих им себя, которых они хотели бы любить так, как их любила мать… Их навязчивое стремление к мужчинам оказалось обусловленным их непрестанным бегством от женщины». Гомосексуальность, соответственно, рассматривалась Фрейдом как следствие неразрешённого эдипова комплекса.
Согласно другому предположению Фрейда, как отмечает исследователь Кеннет Льюис (англ. Kenneth Lewes), ребёнок в раннем детстве не проводит различия между собой и другими людьми — таким образом, он предполагает, что у его матери строение тела идентично его собственному; при прохождении нарциссической фазы развития он осознаёт свою различность с матерью и переживает сильнейшую кастрационную тревогу в качестве наказания за свои эротические фантазии и мысли по отношению к ней — мысли о своём пенисе для него становятся навязчивой идеей, перерастают в одержимость.
Третья теория о генезисе гомосексуальности предполагает, что после осознания ребёнком факта, что его мать испытывает нужду в пенисе, он приходит в ужас — его любовь к ней трансформируется в отвращение; с этого времени он всегда выбирает в качестве объекта любви исключительно «женщину с пенисом» (то есть женоподобного юношу).
Четвёртая теория происхождения гомосексуальности также связана с развитием эдипова комплекса, в ходе которого молодой человек испытывает сильнейшую любовь к матери, сосуществующую с такой же силы завистью к отцу — последняя со временем преобразовывается в желание его смерти и фантазии о насилии; со временем эти мысли, благодаря реактивному образованию, претерпевают изменение и переходят в любовь к мужчинам.
Фрейд полагал, что гомосексуальность может принимать различные формы, в зависимости от особенностей протекания комплекса: быть абсолютной (полная ориентация на свой пол), амфигенной (способность к сексуальному акту с партнёром как своего, так и противоположного пола) и контингентной (половой акт с человеком одного пола происходит только при отсутствии возможности совершения полового акта с представителем другого пола). Гомосексуальность, по Фрейду, также является примером нарциссического выбора сексуального объекта — вытеснение любви к матери ведёт к избранию себя самого в качестве образца, и поиск сексуального партнёра идёт с учётом его похожести на себя. Фрейд выступал за толерантное отношение к гомосексуалам. Гомосексуальность, согласно взглядам учёного, в определённой мере присуща всем людям от рождения, человек по своей природе является бисексуальным — в его сознании наличествуют как гетеро-, так и гомоэротические компоненты; их пропорция, таким образом, определяется исключительно индивидуальным развитием. Фрейд писал: «Гомосексуализм, несомненно, не преимущество, но в нём нет и ничего постыдного, это не порок и не унижение; нельзя считать его и болезнью… Преследование гомосексуализма как преступления — большая несправедливость и к тому же жестокость».

## Критика
На Западе психоанализ Фрейда уже при самом своём появлении подвергся критике, в частности феноменологически ориентированными авторами, таких как К. Ясперс, А. Кронфельд, К. Шнайдер, Г.-Й. Вайтбрехт и многие другие. Фрейдизм подвергался значительным гонениям и был фактически запрещён в нацистской Германии и CCCP. После смерти Фрейда в 1939 году критика его учения разгорелась с новой силой; биолог и нобелевский лауреат Питер Медавар охарактеризовал психоанализ как «самое грандиозное интеллектуальное мошенничество двадцатого века». Философ науки Карл Поппер критически отзывался об учении Фрейда. Поппер утверждал, что теории психоанализа не обладают предсказательной силой и что невозможно поставить такой эксперимент, который бы мог их опровергнуть (то есть психоанализ нефальсифицируем); следовательно, эти теории псевдонаучны. Помимо Карла Поппера, идеи Фрейда критиковали Фредерик Крюс и Адольф Грюнбаум, отмечавшие недостаточность эмпирического базиса психоанализа и непроверяемость основных его положений; учёные называли фрейдизм построенным на спекулятивных рассуждениях и «озарениях». Научное наследие Фрейда было подвергнуто критике со стороны Эриха Фромма, считавшего, что учёный, находясь под влиянием «буржуазного материализма», «не мог представить себе психические силы, не имевшие физиологического источника — отсюда обращение Фрейда к сексуальности». Лесли Стивенсон, философ, почётный лектор Сент-Эндрюсского университета, отмечал, что фрейдизм представляет собой замкнутую систему, нейтрализующую любые свидетельства, говорящие о фальсификациях, и может быть воспринят как идеология, принятие которой обязательно для каждого психоаналитика, а эмпирическая верификация психоаналитической концепции Фрейда — практически невыполнимая задача. Ряд авторов также отмечают, что с научной точки зрения учение Фрейда мертво и как теория развития, и как терапевтическая техника.

## Дискуссия вокруг эффективности психоанализа
С момента, когда психоанализ получил широкое распространение в Европе и США, вопрос его эффективности остаётся одним из наиболее широко обсуждаемых в научных кругах. При этом, как отмечают психологи Мэтт Джарвис и Джулия Рассел, ранние исследования в этом направлении неизменно приходили к выводу о низкой эффективности психоанализа, в то время как современные работы трактуют его результаты уже в более позитивном ключе — как не менее эффективные, чем другие формы психологической терапии.
В своей статье «Вреден ли психоанализ?» американский психолог Альберт Эллис дал оценку потенциального вреда от применения психоанализа. В частности, Эллис утверждал следующее:
1. Психоанализ в целом построен на ошибочных предпосылках.
2. Психоанализ уводит пациентов от необходимости работать над собой и даёт им оправдание бездействия.
3. Психоанализ поощряет зависимость пациента от терапевта, и пациентам зачастую предлагается принять на веру его интерпретации, даже если они далеки от фактов.
4. Экспрессивный катарсивно-абреактический метод психоанализа, заключающийся в принятии и высвобождении враждебности, не решает проблему враждебности, а лишь усугубляет её.
5. Психоанализ развивает в пациентах конформность.
6. Иррационализм психоанализа запутывает пациентов, и без того страдающих от иррациональных убеждений.
7. Неэффективность психоанализа подорвала у многих пациентов в США доверие к психотерапии в целом из-за потраченных впустую средств и времени[96].

Похожей позиции придерживался известный общественный деятель Карл Краус, утверждавший, что психоанализ ненаучен и не поддаётся проверке, изображает искусственный набор ценностей, которые «антихудожественны и бездарны»; кроме того, это направление превращается почти в светскую религию, где главным авторитетом становится аналитик.
«Классический» фрейдистский психоанализ не показал каких-либо подтверждений своей эффективности; исследование, проведённое в Университете Темпл в 1975 году, сравнивало результаты краткосрочной (4 месяца, 14 сессий) психоаналитической терапии с краткосрочным курсом поведенческой терапии. Результаты сравнения показали, что в группе поведенческой терапии улучшение показали 97 % испытуемых, а в психоаналитической — только 77 %. Другое исследование, проведённое Фондом Менингера в 1959 году, продемонстрировало, что не существует различий в степени интенсивности выздоровления между группами, проходившими психоаналитическую терапию и сессии классического психоанализа. При этом, как отмечают другие исследователи, нельзя отрицать и наличия большого количества положительных результатов в группе классического психоанализа. Основным аргументом против эффективности психоанализа на сегодняшний день является неудовлетворение принципам верифицируемости такого рода «подтверждений» — то есть нельзя доподлинно установить первопричину выздоровления, поскольку отсутствуют чётко обозначенные критерии «позитивных изменений». Некоторые исследователи также указывают, что исследования по эффективности психоанализа основываются в большей степени на изучении психотерапии и в меньшей — на конкретных аналитических случаях.
Британский психолог Ганс Айзенк на основании многих исследований пришёл к заключению, что ремиссия без лечения («спонтанная ремиссия») развивается у невротических больных так же часто, как и излечение после психоанализа: около 67 % больных с серьёзными симптомами выздоравливали в течение двух лет. Исходя из того, что психоанализ не эффективней, чем плацебо, Айзенк делает вывод, что сама теория, лежащая в его основе, неверна, а также что «совершенно неэтично назначать его больным, брать с них за это деньги или обучать терапевтов такому неэффективному методу». Кроме того, Айзенк приводит данные, согласно которым психоанализ может оказывать и негативное действие на пациентов, ухудшать их психологическое и физическое состояние. Так, у пациентов, страдающих онкологическими заболеваниями и ишемической болезнью сердца, психоанализ приводит к повышению смертности вследствие того, что вызывает мощный психологический стресс.
С другой стороны, имеется множество свидетельств, полученных в ходе специальных исследований, в пользу эффективности данного вида терапии. К примеру, успешность применения психоанализа подтвердилась в ходе масштабного эксперимента, проводившегося в 1940-х годах в Берлине, Лондоне, Чикаго и Топике. Работа показала, что примерно половина всех участников аналитических сессий была несомненно излечена или, по крайней мере, показала значительные улучшения состояния. Более поздние исследования (проведённые в 1990-х годах) подтвердили полученные данные: более 60 % респондентов продемонстрировали позитивные изменения после прохождения курса психоаналитической терапии. Многие новейшие исследования также содержат утверждения о высокой эффективности психоанализа как метода лечения личностных расстройств различного рода. К таким исследованиям, к примеру, относятся работы Холма-Хадуллы (англ. Holm-Hodulla, 1997), Батамана и Фонаги (англ. Bataman and Fonagy, 1999).

## Дальнейшее развитие фрейдизма и его переосмысление
В период разделения психоанализа на различные школы (и фрейдизм в том числе), в рядах видных сторонников последнего были, помимо самого Зигмунда Фрейда, в течение различных временных периодов такие известные аналитики как, к примеру, Шандор Ференци, Карл Абрахам, Эдвард Гловер и некоторые другие. После смерти ортодокса в 1939 году, отмечает Н. О. Браун, фрейдизм стал сравнительно «закрытой», практически формальной системой, практически не приемлющей посягательств на базовые идеи и принципы, выработанные отцом-основателем, и особо не воспринимающей какой-либо критики в свой адрес.
Рассматривая развитие основанного Фрейдом направления в целом, аргентинский психоаналитик Горацио Этчегоен отмечал, что после смерти учёного фрейдизм претерпел значительные изменения. Кончину основателя психоанализа можно рассматривать как своего рода веху в развитии фрейдизма. При всей верности данного утверждения, комментирует К. Немеровский, не следует забывать о том, что базовые аспекты фрейдистской теории подвергались критике ещё при жизни её создателя, в результате чего на базе его трудов возникли отдельные научные течения. Также нужно заметить, что ряд исследователей начали разрабатывать свои идеи уже после смерти Фрейда, отталкиваясь от его теории, — однако непосредственно с основателем психоанализа они никогда не работали, и в строгом смысле «фрейдистами» их назвать нельзя; среди этих учёных — Гордон Олпорт, Генри Мюррей и Эрик Эриксон. Также к плеяде поздних последователей Фрейда некоторые авторы относят Х. Кохута и Д. В. Винникотта. «Ортодоксальным» фрейдизмом после смерти отца-основателя психоанализа занимался Жак Лакан (без преувеличения характеризовавший учение Фрейда как «коперникианский переворот»), давший данному направлению в психологии «второе дыхание» в начале второй половины XX века, занявшись переосмыслением научного наследия Фрейда в рамках своих семинаров.
Ещё при жизни Ж. Лакана, равно как и после его смерти, «классический фрейдизм» подвергся значительным изменениям и многие аспекты ортодоксальной теории были в корне переработаны, став основой для развития иных, отличных от фрейдизма (но берущих из него своё начало) концепций. К последним, к примеру, относится эго-психология в разработках Гейнца Гартмана и Анны Фрейд. Многие фрейдовские понятия были опровергнуты в трудах таких ведущих для своего времени антропологов, как Маргарет Мид, Рут Бенедикт, Кора Дюбуа и Франц Боас, что послужило сильным толчком для возникновения неофрейдизма, ярчайшими представителями которого являются Карен Хорни, Эрих Фромм и Гарри Стек Салливан. При том факте, что теории упомянутых учёных являются самостоятельными и значительно отличаются от работ Фрейда (а во многом даже противоречат ему), неофрейдизм с фрейдизмом остаются неразрывно связанными, стоящими во многом на единых постулатах. Резюмируя анализ сходных черт теорий неофрейдистов с ортодоксальной теорией Фрейда, американский психолог Джозеф Наэм отмечает:

«Неофрейдисты, как и фрейдисты, объясняют поведение человека деятельностью бессознательного. Кроме того, они также объясняют психические заболевания динамикой бессознательных процессов. Подобно Фрейду, неофрейдисты сохраняют понятия вытеснения и сопротивления и используют те же самые психоаналитические методы, изобретённые Фрейдом: толкование сновидений, свободные ассоциации, трансфер и т.д. Сходство фрейдизма и неофрейдизма (и новейших психоаналитиков "я") – в их общем пониманий бессознательного как двигателя человеческого поведения, в подчёркивании роли вытеснения и применении психоаналитической техники. Объединяет их также анализ культуры и общества, основанный на бессознательном. Таким образом, мы видим, что буржуазная идеология бесконечно изобретательна, предлагая одну и ту же идеологическую пищу под различными соусами. Неофрейдизм – приправа к главному блюду Фрейда – бессознательному, – учитывающая роль социальных и культурных факторов в детерминации нормальных и патологических явлений человеческой психики».— Дж. Наэм, «Психология и психиатрия в США»
.

## Неофрейдистские теории
В значительной степени влиянию идей Фрейда подверглась социокультурная теория личности Карен Хорни. Эта исследовательница в 1920-е годы начала развивать и переосмысливать основные положения ортодоксального психоанализа — главным образом в отношении женской психологии. Хорни считала, что Фрейд принижал женщин, обесценивал всё женское, оправдывал мужскую предвзятость. На основе идей Фрейда, которые Карен Хорни во многом принимала, она построила собственную теорию. Наибольший интерес для исследовательницы представляли взаимоотношения полов; кроме того, она обосновывала высокую роль культуры в формировании личности, обращала внимание на развитие личности в конкретный момент (а не на его истоки в инфантильном периоде, как это делал Фрейд). Хорни решительно отвергала фрейдовский тезис, согласно которому биологическая природа женщины предопределяет зависть к пенису, и не принимала концепции психосексуальных стадий развития. Она считала, что базовыми являются отношения между ребёнком и родителями — в частности, потребности в безопасности и удовлетворении. Хорни также полагала, что тревога отнюдь не является необходимым компонентом психики человека, как считал Фрейд; напротив, она не специфична и возникает только в качестве реакции на отсутствие чувства безопасности в межличностных отношениях. Хорни выделила определённые стратегии, которые выбирает индивид в ответ на неудовлетворение каких-либо потребностей, а также рассмотрела ключевые жизненные ориентации человека — «на людей», «от людей» и «против людей», которые помогают человеку справляться с тревогой и вести «приемлемую» жизнь.
Несмотря на то, что Эрих Фромм активно критиковал учение Фрейда, его собственный гуманистический психоанализ был во многом основан на фрейдизме. Новаторство Фромма проявилось в возвращении психоанализа в русло философской и эстетической проблематики, в экзистенциальную плоскость; по мнению учёного, наука должна была опираться на антропологически-философскую концепцию, чего в психоанализе не наблюдалось. Фромм сделал центром своей концепции связь человека со внешним миром, которую рассматривал как главную проблему личности (Фрейд считал таковой удовлетворение желаний). Эдипов комплекс рассматривается в рамках гуманистического психоанализа не как акт инцестуозной любви, а в качестве восстания сына против отца-тирана; сексуальное влечение сына к матери воспринимается не как основа развития психики, а как следствие «симбиоза ребёнка с матерью». Таким образом, Фромм переместил акцент на исследование личности в контексте истории всего человечества. Наряду с фрейдистскими концепциями, основное влияние на гуманистический психоанализ оказали взгляды на человека в ортодоксальном иудаизме, идеи Карла Маркса, философия дзэн-буддизма и работы Иоганна Бахофена о матриархальных обществах.
Наиболее значительное влияние Фрейд оказал на ряд учёных, концепции которых современные исследователи определяют как неофрейдизм, — к ним относится, в частности, дочь основателя психоанализа Анна Фрейд, продолжавшая развитие его теорий и совместившая их с воззрениями Марии Монтессори, расширив концепцию защитных механизмов и став родоначальницей детского психоанализа. Другой знаменитой последовательницей Фрейда была Мелани Кляйн, занимавшаяся разработкой фрейдистского понятия «инстинкт смерти» (мортидо). Кляйн считала, что наравне с сексуальным влечением важна врождённая агрессивность (являющаяся манифестацией инстинкта смерти), присущая всем детям с рождения. Она полагала, что «агрессия и любовь выступают в качестве фундаментальных организующих сил психики. Агрессия расщепляет психику, тогда как любовь её цементирует». Некоторые исследователи к неофрейдистам относят также Эриха Фромма и Гарри Салливана, создателя интерперсональной теории психиатрии, акцентировавшего внимание на культурной стороне развития человека и рассматривавшего невротические заболевания исключительно сквозь призму межличностных отношений и интерперсональных взаимодействий индивидуума.
Не менее известной диссидентской школой стала индивидуальная психология Альфреда Адлера, который был принципиально несогласен с фрейдовской сексуальной теорией. Основные разногласия Фрейда и Адлера касались понимания либидо как движущей силы, ведущей к образованию неврозов, — по мнению Адлера, формирование человека неизменно проходит в социальной сфере, которая порождает у ребёнка врождённое чувство неполноценности (вызываемое органическими дефектами, отверженностью, избалованностью и другими факторами), способное перерасти в комплекс неполноценности. Согласно взглядам учёного, с такой же вероятностью может развиться и комплекс превосходства, если стремление к доминированию будет слишком сильным. Тенденция к компенсации неполноценности, согласно Адлеру, может принимать у индивидуума как позитивные, так и негативные формы; позитивный аспект выражается в развитии социального интереса, то есть стремления сотрудничать с другими людьми для достижения общих целей. Наравне с идеями Фрейда индивидуальная психология Адлера испытала влияние теории эволюции Чарльза Дарвина, учения о воле к власти Фридриха Ницше, теории холизма и концепции вымышленных целей Ганса Файхингера. Ошибочно называть Адлера учеником Фрейда, поскольку фактически он никогда не учился у своего предшественника; практически все основные положения его школы развивались как антитезисы фрейдистской психологии. Помимо комплекса неполноценности и социального интереса, к основным понятиям индивидуальной психологии относятся стиль жизни (соединение черт, способов поведения и привычек, в совокупности определяющих картину существования человека) и соответствующие типы личности, с этими стилями связанные (управляющий, берущий, избегающий и социально полезный типы).
Другой крупной научной школой, частично базировавшейся на психоанализе, стала аналитическая психология Карла Юнга, также разошедшегося с Фрейдом в оценке роли либидо. Юнг заложил в основу своей теории представления о том, что человека следует рассматривать исходя из его здоровья (а не патологии, как считал Фрейд), что психическая энергия не сводится только к сексуальности, что существует не только индивидуальное (личное), но и коллективное бессознательное, что существуют определённые психологические типы людей — одних в основном к деятельности побуждает внешний мир (экстраверсия), а других — внутренний мир (интроверсия). На развитие идей Юнга, помимо фрейдизма, значительное влияние оказали индийские, китайские и тибетские философские учения, а также западные оккультные традиции (алхимия, гностицизм, герметизм). Не только разногласия по поводу либидо, но и принципиальные различия в понимании содержания бессознательного отдалили Юнга от Фрейда. Если для последнего бессознательное было вместилищем подавленных сексуальных и агрессивных побуждений, то Юнг считал, что в нём содержатся интрапсихические силы и образы, которые происходят не из личного опыта индивидуума, а из всей истории человечества: учёный назвал эти содержания архетипами.